# Хендрикс, Альберт
Альберт Хендрикс (нидерл. Albert Hendrickx; 19 июля 1916, Калмтаут, Бельгия — 13 мая 1990, Хасселт, Бельгия) — бельгийский профессиональный шоссейный велогонщик в 1934-1951 годах. Победитель веломарафона Париж — Брест — Париж (1948).

## Достижения
1936
5-й Тур Фландрии
1937
2-й Париж — Рубе
5-й Париж — Тур
6-й Тур Фландрии
6-й Париж — Брюссель
1938
1-й Париж — Бельфор
1-й — Этап 2 Тур Бельгии
6-й Париж — Брюссель
9-й Тур Швейцарии — Генеральная классификация
1939
2-й Париж — Брюссель
2-й Париж — Бельфор
2-й Париж — Рубе
10-й Тур Фландрии
1940
4-й Тур Фландрии
1942
9-й Тур Фландрии
1943
3-й Париж — Тур
1944
8-й Тур Фландрии
1946
2-й Льеж — Бастонь — Льеж
1948
1-й Париж — Брест — Париж
1949
6-й Бордо — Париж

### Гранд-туры
| Гранд-тур      | 1936 | 1937 | 1938 | 1939 |
| -------------- | ---- | ---- | ---- | ---- |
| Джиро д’Италия | —    | —    | —    | —    |
| Тур де Франс   | 31   | НФ   | —    | 26   |

| —  | Не участвовал  |
| НФ | Не финишировал |